# Markus Kerschbaumer
Markus Kerschbaumer (* 6. Mai 1975 in Villach) ist ein ehemaliger österreichischer Eishockeytorwart und derzeitiger -trainer des EC Red Bull Salzburg aus der Erste Bank Eishockey Liga (EBEL).

## Karriere

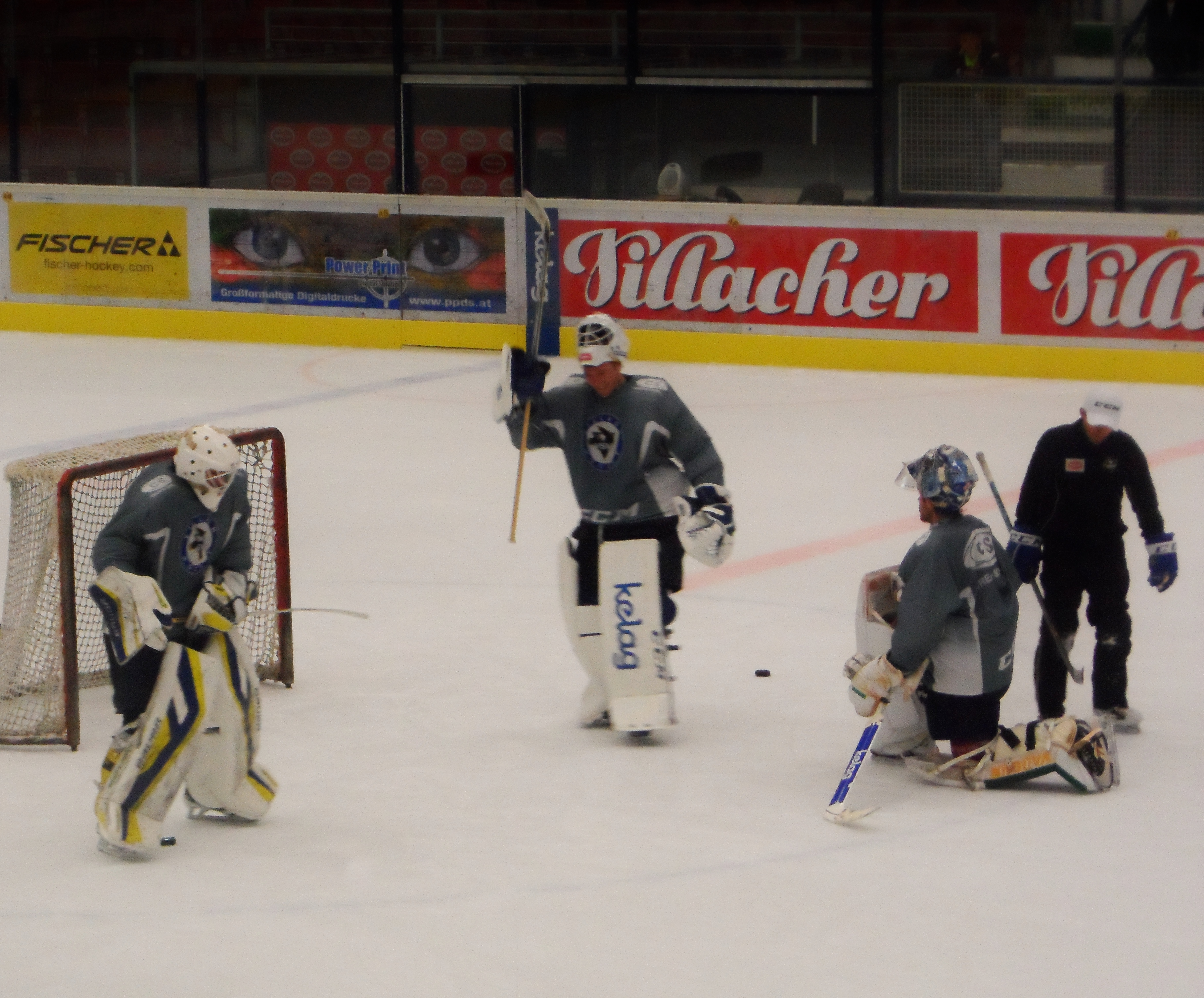
Markus Kerschbaumer (rechts) mit den drei VSV-Torhütern Urban Avsenik, Lukas Herzog und Olivier Roy

Markus Kerschbaumer wurde von Marcel Sakáč trainiert und spielte für die Zeller Eisbären in der Nationalliga und für den Villacher SV in der Bundesliga. In Villach bekleidete er die zweite Torhüterposition hinter Gert Prohaska. Zudem kam er im U18- und U20-Nationalteam zum Einsatz.
2005 wurde er beim EC VSV als erster fix angestellter Torwarttrainer eines österreichischen EBEL-Clubs bestellt, nachdem er sich bereits Seit Anfang der 1990er Jahre mit Torwart-Techniken beschäftigt und auch ein Trainingslager von François Allaire in der Schweiz besucht hatte. Zusätzlich übernahm er die Aufgaben des Off-Ice-Trainings und Videostudiums. In Österreich trainiert er nicht nur in bis zu zwölf Trainingseinheiten pro Woche die Torhüter der Kampfmannschaft und der Nachwuchsmannschaften des EC VSV, sondern auch Torhüter der Österreichischen Nationalteams. Mit Frédéric Chabot pflegt er regen Informationsaustausch.
Unter seiner Trainingsarbeit gehörten Gert Prohaska, Bernhard Starkbaum, Jean-Philippe Lamoureux und Olivier Roy jeweils zu den stärksten Torhütern der EBEL.

## Erfolge als Spieler
- 1998, 1999 und 2000 Vizemeister der Nationalliga mit dem EK Zell am See
- 2001, 2003 und 2004 Österreichischer Vizemeister mit dem EC VSV
- 2002 Österreichischer Meister mit dem EC VSV